# Карівська сільська рада
Карівська сільська рада — колишній орган місцевого самоврядування у Сокальському районі Львівської області. Адміністративний центр ради — село Карів.

## Населені пункти
Сільській раді були підпорядковані населені пункти:
- с. Карів
- с. Михайлівка
- с. Піддубне

## Склад ради
Рада складалася з 16 депутатів та голови.